# Organisation für wirtschaftliche Zusammenarbeit und Entwicklung

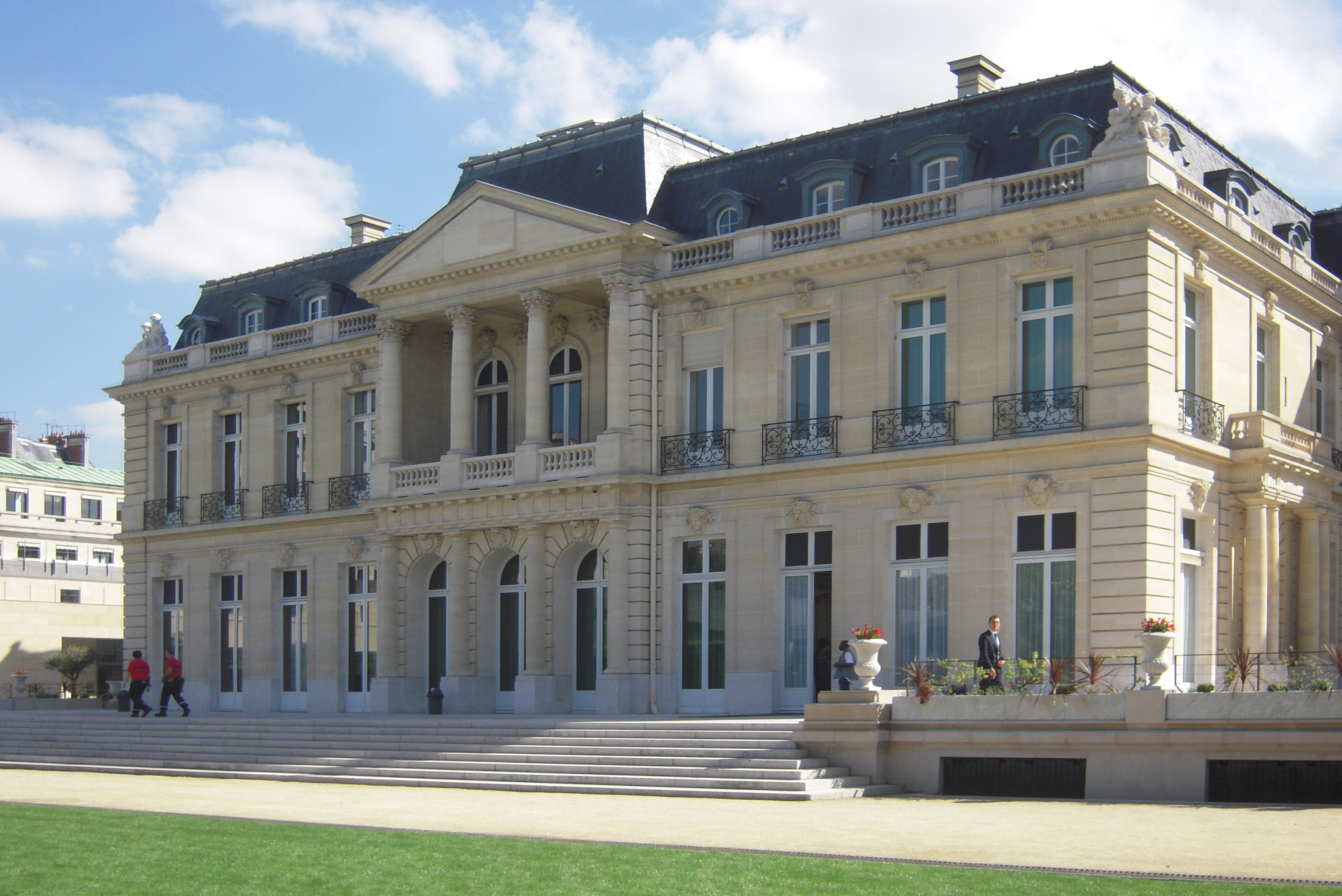
Der Sitz befindet sich im Schloss La Muette in Paris

Die Organisation für wirtschaftliche Zusammenarbeit und Entwicklung (OWZE; englisch Organisation for Economic Co-operation and Development, OECD; französisch Organisation de coopération et de développement économiques, OCDE) ist eine internationale Organisation mit 38 Mitgliedstaaten, die sich der Demokratie und Marktwirtschaft verpflichtet fühlen. Die meisten Mitglieder gehören zu den Ländern mit hohem Pro-Kopf-Einkommen und gelten als entwickelte Länder. Sitz der Organisation und ihrer Vorgängerorganisation, der Organisation für europäische wirtschaftliche Zusammenarbeit (englisch Organisation for European Economic Co-operation, OEEC) ist seit 1949 Schloss La Muette in Paris.

## Geschichte und Aufgaben

### OEEC (1948–1961)
Die Organisation für europäische wirtschaftliche Zusammenarbeit (englisch Organisation for European Economic Co-operation OEEC) agierte ab dem 16. April 1948. Das Ziel der OEEC war, ein gemeinsames Konzept zum wirtschaftlichen Wiederaufbau und zur Zusammenarbeit in Europa zu erarbeiten und umzusetzen. Insbesondere sollten die europäischen Länder in den Entscheidungsprozess über die Verwendung der Gelder aus dem Marshallplan eingebunden werden.
Die OEEC kann als eine auf Anregung der USA etablierte kontinentale Planungskommission für ganz Europa gesehen werden, die den erfolgreichen Vorbildern des New Deal in den USA folgend, entsprechend gestaltet wurde. Die ökonomische Grundhaltung der Gründung erfolgte, wie bei den Reformkommissionen des New Deal, im Geist des Keynesianismus. Die Führung sollte in französischer Hand mit starker deutscher Einbindung liegen. In den ersten Jahren ihres Bestehens zählte die OEEC 20 Mitglieder (18 europäische Staaten sowie die USA und Kanada).
Nach Abwicklung der Marshallplanhilfe wurde weiterer Bedarf für einen Austausch über wirtschaftspolitische Fragen gesehen und die OEEC im September 1961 in die OECD überführt.

### OECD (1961 bis heute)
Die Organisation für wirtschaftliche Zusammenarbeit und Entwicklung (OECD) wurde 1961 als Nachfolgeorganisation der OEEC und des Marshallplans zum Wiederaufbau Europas gegründet. Heute versteht sich die OECD als Forum, in dem Regierungen ihre Erfahrungen austauschen und Lösungen für gemeinsame Probleme erarbeiten. In der Regel ist Gruppenzwang der wichtigste Anreiz für die Umsetzung der erarbeiteten Empfehlungen. Häufig werden im Rahmen der OECD auch Standards und Richtlinien erarbeitet, gelegentlich auch rechtlich verbindliche Verträge. In den 1960er Jahren traten Italien (1962), Japan (1964) und Finnland (1969) der OECD bei, es folgten Australien (1971) und Neuseeland (1973). In den 1990er Jahren kamen Mexiko (1994), Tschechien (1995), Ungarn (1996), Südkorea (1996) und Polen (1996) hinzu. 2000 trat die Slowakei bei. 2010 folgten Chile, Slowenien, Israel sowie Estland, 2016 Lettland, 2018 Litauen, 2020 Kolumbien und 2021 Costa Rica.
Laut OECD-Konvention sind die Ziele der Organisation
- zu einer optimalen Wirtschaftsentwicklung, hoher Beschäftigung und einem steigenden Lebensstandard in ihren Mitgliedstaaten beizutragen,
- in ihren Mitgliedstaaten und den Entwicklungsländern das Wirtschaftswachstum zu fördern,
- zu einer Ausweitung des Welthandels auf multilateraler Basis beizutragen.

Die Analysen und Empfehlungen der OECD zur Wirtschaftspolitik der Mitgliedstaaten orientieren sich an einer liberalen, marktwirtschaftlichen und effizienten Wirtschaftsordnung. Für die Arbeits- wie für die Produktmärkte spricht sich die Organisation für den Abbau von Schranken und für mehr Wettbewerb aus. In den vergangenen Jahren haben Bildungspolitik und Sozialpolitik an Gewicht gewonnen. So hat sich die OECD mit den PISA-Studien zu einem Fürsprecher von Chancengleichheit im Bildungssystem gemacht. 2016 hat die Organisation in einer Studie auf eine Zunahme von Armut und Ungleichheit (Einkommensschere) in ihren Mitgliedstaaten hingewiesen.
In den internationalen Wirtschaftsbeziehungen sind der freie Waren- und Kapitalverkehr Kernziele der Organisation. Gleichzeitig wurden und werden im Rahmen der OECD Standards erarbeitet, um negativen Seiten der Globalisierung entgegenzutreten. Dazu gehören die OECD-Leitsätze für multinationale Unternehmen als Standards für Direktinvestition und die Zusammenarbeit mit Zulieferern, die OECD-Konvention gegen Bestechung ausländischer Amtsträger sowie Standards zur Verhinderung von Geldwäsche und Steuerflucht.

## Aufbau und Entscheidungsfindung
Die OECD ist keine supranationale (überstaatliche) Organisation, sondern hat eher den Charakter einer permanent tagenden Konferenz. Die Organisation ist strikt intergouvernemental (zwischenstaatlich) verfasst.

### Organe

#### Oberer Rat
Der obere Rat ist das oberste Entscheidungsorgan und setzt sich zusammen aus je einem Vertreter der Mitgliedstaaten und der Europäischen Kommission. Er tagt regelmäßig auf Botschafterebene. Mindestens einmal jährlich findet ein Treffen auf Ministerebene statt, um das Arbeitsprogramm der Organisation festzulegen. Beschlüsse werden im Konsens gefasst. Länder können sich aber enthalten. Macht ein Land von dieser Möglichkeit Gebrauch, muss es die betreffende Empfehlung nicht anwenden.

#### Generalsekretär
Der Generalsekretär führt den Vorsitz im Rat, wenn dieser auf Botschafterebene tagt. Gleichzeitig untersteht ihm das Sekretariat. Er wird für fünf Jahre von den Mitgliedstaaten im Einvernehmen ernannt. Amtsinhaber ist seit Juni 2021 der australische Mathias Cormann. Derzeit wird der Generalsekretär von vier stellvertretenden Generalsekretären unterstützt.
Generalsekretäre der OECD (bis 1961 OEEC):
- 1948–1955  Robert Marjolin
- 1955–1960  René Sergent
- 1960–1969  Thorkil Kristensen
- 1969–1984  Émile van Lennep
- 1984–1994  Jean-Claude Paye
- 1994–1994  Staffan Sohlman (kommissarisch)
- 1994–1996  Jean-Claude Paye (2. Mal)
- 1996–2006  Donald J. Johnston
- 2006–2021  José Ángel Gurría
- 2021–2021  Mathias Cormann

Im Oktober 2020 begann der Prozess zur Ernennung des Nachfolgers von Gurría, der für keine weitere Amtszeit kandidieren wollte. Nachdem Anfang Februar 2021 zunächst noch vier Kandidaten zur Auswahl gestanden hatten (Mathias Cormann/Australien, Anna Diamantopoulou/Griechenland, Philipp Hildebrand/Schweiz und Cecilia Malmström/Schweden), zog Hildebrand wenige Tage später seine Kandidatur zurück. Zuletzt waren noch Malmström und Cormann verblieben. Am 12. März wurde bekannt, dass sich Cormann im Auswahlverfahren zum neuen Generalsekretär der OECD durchsetzen konnte. Sein Amtsantritt erfolgte am 1. Juni 2021.

#### Sekretariat
Das Sekretariat setzt die Beschlüsse des Rates um, unterstützt die Ausschüsse und Arbeitsgruppen in ihrer Arbeit und erarbeitet Vorschläge für neue Aktivitäten. Von den rund 2500 Mitarbeitern sind etwa 1600 Experten, zumeist Ökonomen, Juristen, Natur- oder Sozialwissenschaftler. Das Sekretariat ist in zwölf inhaltliche Direktionen und sechs Zentralabteilungen gegliedert. Die meisten Bediensteten arbeiten am Hauptsitz in Paris. Verbindungsbüros existieren in Berlin, Mexiko-Stadt, Tokio und Washington, D.C.

#### Ausschüsse und Arbeitsgruppen
In den rund 200 Ausschüssen und Arbeitsgruppen findet die Facharbeit der Organisation statt. Delegierte aus den Ministerien und Behörden der Mitgliedstaaten tauschen sich hier aus, diskutieren die Arbeit des Sekretariats oder liefern eigene Beträge. Etwa 40.000 Vertreter aus nationalen Verwaltungen nehmen jährlich an solchen OECD-Arbeitstreffen teil. An vielen dieser Gremien nehmen auch Vertreter von Nicht-Mitgliedern als Beobachter teil.

### Finanzierung
Die Organisation finanziert sich aus Beiträgen der Mitgliedstaaten, also letztlich aus Steuermitteln. Das Zentralbudget (2016: 370 Mio. €) wird nach einem von der Wirtschaftskraft abhängigen Beitragsschlüssel von den Mitgliedern getragen. Mit 20,93 % waren die USA 2016 der größte Beitragszahler, gefolgt von Japan (10,79 %) und Deutschland (7,52 %). Die Schweiz trägt 2,0 % und Österreich 1,42 % zum Zentralbudget bei. Darüber hinaus können die Mitgliedstaaten über freiwillige Beiträge zusätzlich Projekte finanzieren. In diesem Rahmen werden auch die Kosten für die PISA-Studie getragen.

### Zusammenarbeit mit wirtschaftlichen Akteuren und der Zivilgesellschaft
Über besondere Beratungsgremien gibt es einen institutionalisierten Austausch mit Vertretern der Wirtschaft (BIAC) und der Arbeitnehmer (TUAC). Darüber hinaus finden zu einzelnen Vorhaben öffentliche Anhörungen statt, und Nicht-Regierungsorganisationen werden von verschiedenen Ausschüssen und Arbeitsgruppen in die Arbeit einbezogen. Das jährlich rund um das Ministerratstreffen stattfindende OECD Forum soll darüber hinaus einem regelmäßigen Austausch mit der Zivilgesellschaft dienen.

### Sonderorganisationen
Zur OECD gehören eine Reihe von Sonder- und Tochterorganisationen mit eigenem Mitgliederkreis und eigenen Aufsichts- und Steuerungsgremien:
- African Partnership Forum (APF)
- Centre for Educational Research and Innovation (CERI)
- Development Centre (DEV)
- Financial Action Task Force (FATF)
- European Conference of Ministers of Transport (ECMT)
- International Transport Forum (ITF)
- Internationale Energieagentur (IEA)
- Partnership for Democratic Governance (PDG)
- Nuclear Energy Agency (NEA)
- Sahel and West Africa Club (SAH)

## Mitgliedstaaten
Derzeit gibt es 38 Mitglieder:
- Gründungsmitglieder (1961, alphabetisch geordnet):
  -  Belgien
  -  Dänemark
  -  Deutschland
  -  Frankreich
  -  Griechenland
  -  Irland
  -  Island
  -  Italien
  -  Kanada
  -  Luxemburg
  -  Niederlande
  -  Norwegen
  -  Österreich
  -  Portugal
  -  Schweden
  -  Schweiz
  -  Spanien
  -  Türkei
  -  Vereinigte Staaten
  -  Vereinigtes Königreich
- Später beigetreten (nach Beitrittsjahr geordnet):
  -  Japan (1964)
  -  Finnland (1969)
  -  Australien (1971)
  -  Neuseeland (1973)
  -  Mexiko (1994)
  -  Tschechien (1995)
  -  Südkorea (1996)
  -  Ungarn (1996)
  -  Polen (1996)
  -  Slowakei (2000)
  -  Chile (2010)
  -  Slowenien (2010)
  -  Israel (2010)
  -  Estland (2010)
  -  Lettland (2016)
  -  Litauen (2018)
  -  Kolumbien (2020)
  -  Costa Rica (2021)

- Die Europäische Kommission nimmt neben den EU-Staaten an der Arbeit der OECD teil. Vertreter der Kommission sind auf verschiedene Weise in die Arbeit der Organisation involviert. Obwohl der Status der Kommission weit über den eines Beobachters hinausreicht, hat sie keine Stimmrechte und nimmt nicht offiziell an der Verabschiedung von Rechtsvorschriften im OECD-Rat teil.[20]
- Freies Territorium Triest (Zone A), ein kleiner Pufferstaat in Europa, war bis zu seiner Auflösung 1954 Mitglied in der Vorläuferorganisation OEEC.[21]

## Erweiterung und Beziehungen zu Nicht-Mitgliedern

Mitgliedstaaten
Beitrittskandidaten
Partner für verstärkte Zusammenarbeit

Im Unterschied zu vielen anderen internationalen Organisationen steht die Mitgliedschaft in der OECD nicht automatisch allen Ländern offen. Nach Beitrittsverhandlungen entscheiden die OECD-Mitglieder, ob und unter welchen Bedingungen ein Land aufgenommen wird.
Am 16. Mai 2007 hat die OECD Chile, Estland, Israel, Russland und Slowenien zu Beitrittsgesprächen eingeladen. Außerdem wurde mit den großen Schwellenländern Brasilien, Volksrepublik China, Indien, Indonesien und Südafrika eine „verstärkte Zusammenarbeit mit Blick auf eine mögliche Mitgliedschaft“ vereinbart, die heute noch andauert. Insgesamt 109 Staaten (Stand Mai 2020), darunter diese fünf sogenannten Schlüsselpartner (key partner), sind Mitglieder in den verschiedenen Ausschüssen und Arbeitsgruppen der OECD. Zudem arbeitet die Organisation laut eigenen Aussagen eng mit internationalen Organisationen und Institutionen, wie der ILO, der FAO oder dem IWF zusammen und nimmt auf verschiedenen Ebenen an Treffen der G20-Staaten teil.
Seit Mitte 2007 findet bei der OECD ein Dialog zwischen den G8-Staaten und den großen Schwellenländern Brasilien, China, Indien, Mexiko und Südafrika statt. Dieser Heiligendamm-Prozess wurde auf dem G8-Gipfel in Heiligendamm vereinbart und soll zu den Themen Investitionen, Energieeffizienz und Klimaschutz, Schutz geistigen Eigentums und Entwicklungspolitik zu einer Verständigung zwischen den großen Industrie- und Schwellenländern beitragen.
Am 7. Mai 2010 vollzog Chile als erster Staat Südamerikas den Beitritt zur OECD. Am 21. Juli 2010 vollzog Slowenien, am 7. September 2010 Israel und am 9. Dezember 2010 Estland den Beitritt, nachdem die drei Länder am 10. Mai 2010 zum Beitritt zur Organisation eingeladen wurden.
Am 1. Juli 2016 wurde Lettland 35. Mitgliedstaat der OECD und am 5. Juli 2018 folgte Litauen.
Kolumbien trat der OECD nach fast siebenjährigen Beitrittsverhandlungen am 28. April 2020 bei. Gespräche mit Costa Rica liefen seit April 2015, am 15. Mai 2020 wurde das Land zum Beitritt eingeladen, welcher am 25. Mai 2021 vollzogen wurde.
Die Beitrittsgespräche mit Russland wurden im März 2014 vorläufig ausgesetzt. Des Weiteren haben bereits Argentinien, Brasilien, Bulgarien, Kroatien, Peru und Rumänien Interesse an einer Mitgliedschaft bekundet.
Einen Tag nach dem Beginn des russischen Überfalls auf die Ukraine am 24. Februar 2022 schloss die OECD ihr Büro in Moskau.
Sie gab bekannt, Russland und Belarus vorerst von der Arbeit ihrer Gremien auszuschließen.

## Arbeitsbereiche
Die Arbeit der OECD ist sehr breit gefächert und berührt abgesehen von der Verteidigungspolitik fast alle Bereiche des staatlichen Handelns. Die Organisation selbst teilt ihre Tätigkeit in die sieben Kategorien Wirtschaft, Gesellschaft, Innovation, Finanzen, Governance, Nachhaltigkeit sowie Entwicklung. Diese Kategorien sind in insgesamt 26 Unterthemen gegliedert.

### Altersvorsorge
Die Organisation analysiert und vergleicht die Alterssicherungssysteme der Mitgliedstaaten. Von zentraler Bedeutung sind dabei die alle zwei Jahre erscheinenden Modellrechnungen zur Altersrente im Verhältnis zum Einkommen während der Erwerbsphase. Auf dieser Basis und angesichts einer Zunahme prekärer Erwerbsverhältnisse und unterbrochener Erwerbsbiografien hat die Organisation wiederholt vor der Gefahr von Altersarmut in Deutschland gewarnt.

### Beschäftigungspolitik
Die Analysen konzentrieren sich auf effektive Gestaltung der Arbeitsmarktpolitik. Grundlage dafür sind unter anderem Statistiken zur Erwerbsbeteiligung und Indikatoren zum Verhältnis von Arbeitslohn und Lohnersatzleistungen. Der jährlich erscheinende OECD-Beschäftigungsausblick gibt einen Überblick über die Entwicklung der Beschäftigung und fasst aktuelle Studien der Organisation zur Arbeitsmarktpolitik zusammen. Insgesamt hat die Organisation in den vergangenen Jahren einen deutlichen Kurswechsel in der Arbeitsmarktpolitik vollzogen. So wurde Mitte der 1990er Jahre noch eine Liberalisierung der Arbeitsmärkte mit Abbau von Kündigungsschutz, Einschränkung von Gewerkschaftsmacht und Kürzung von Arbeitslosenunterstützung nach angelsächsischem Modell propagiert. Mit der revidierten „Job Strategy“ von 2006 erkennt nun neben dem angelsächsischen auch das skandinavische Modell der Arbeitsmarktpolitik mit geringem Kündigungsschutz aber gute Absicherung bei Arbeitslosigkeit und aktiver Vermittlung in den Arbeitsmarkt als erfolgversprechend an.

### Bildung
Der ökonomische Nutzen von Bildung für den Einzelnen und die Gesellschaft sowie Chancengleichheit im Bildungssystem stehen in der bildungspolitischen Arbeit im Vordergrund. In der jährlich erscheinenden Publikation Bildung auf einen Blick veröffentlicht die OECD vergleichende Statistiken und Indikatoren zum Ressourceneinsatz in Form von Finanzmitteln oder Personalausstattung in nationalen Bildungssystemen und analysiert, wie sich Bildung auf Innovationskraft und Arbeitsmarkt auswirken. Mit der PISA-Studie hat die Organisation sich international einen Namen bei der Messung von nach bestimmten Kriterien entwickelten Leistungsdaten 15-Jähriger gemacht. Die PISA-Studie ist keine Untersuchung der Leistungsfähigkeit von Schulsystemen, wenngleich dies in der Öffentlichkeit so wahrgenommen wurde. Ähnliche Studien zur Untersuchung des Kompetenzstandes von Erwachsenen und Hochschulabsolventen sind in Arbeit beziehungsweise in Vorbereitung. Darüber hinaus erforscht die Organisation, wie das Management in Schule und Hochschule verbessert werden kann.

### Entwicklungszusammenarbeit
Zentraler Bestandteil der Arbeit in diesem Bereich sind Statistiken und Berichte über die Entwicklungshilfezahlungen der OECD-Länder im Ausschuss für Entwicklungshilfe (DAC). In jährlichen Berichten wird überprüft, ob die öffentliche Entwicklungshilfe (ODA) den gemachten Zusagen entspricht. In den vergangenen Jahren haben mit Arbeiten rund um die Paris Declaration on Aid Effectivness Analysen zu einem effizienteren Einsatz von Entwicklungshilfe zugenommen. Daneben berichtet die Organisation regelmäßig über die wirtschaftliche Entwicklung in Afrika und Lateinamerika. 1999 hat die OECD die Partnerschaft für Statistik im Dienste der Entwicklung im 21. Jahrhundert „PARIS21“ zusammen mit den Vereinten Nationen, der Europäischen Kommission, dem Internationalen Währungsfonds und der Weltbank als Reaktion auf die Resolution des UN-Wirtschafts- und Sozialrats über Entwicklungsfinanzierung gegründet. Das Hauptziel von „PARIS21“ ist es, „nationale und internationale Entwicklungsziele zu erreichen und die Armut in Ländern mit niedrigem und mittlerem Einkommen zu reduzieren“.
Mit der Welthandelsorganisation arbeitet die OECD bei der Aid for Trade Initiative zusammen.

### Handel und Landwirtschaft
Im Bereich Handel und Landwirtschaft werden politische Analysen erarbeitet und die Regierungen der Mitgliedsstaaten in Bezug auf Instrumente der Handels-, Landwirtschafts- und Fischereipolitik beraten. Ziel ist es hierbei, die Handelsbeziehungen über den Abbau von Handelshemmnissen zu vertiefen und den Warenaustausch über grundlegende gemeinsame Standards zu vereinfachen. International anerkannt sind OECD-Standards und -Prüfschemata in den Bereichen Saatgut, Obst und Gemüse, Saat- und Pflanzgut für die Forstwirtschaft sowie für Traktoren. Die Vereinbarungen zur Prüfung land- und forstwirtschaftlicher Traktoren und Teleskoplader nach den OECD-Standard Codes for the Official Testing of Agricultural and Forestry Tractors (OECD-Tractor-Codes) haben auch außerhalb der OECD-Mitgliedsstaaten marktzulassenden Charakter; in der EU ist dies im Rahmen der Verordnung (EU) 167/2013 umgesetzt.

### Korruptionsbekämpfung
Im Kampf gegen Korruption ist die OECD einer der zentralen internationalen Akteure. Sie gründete 1989 eine ad hoc working group, die rechtzeitig zur Gründung des EG-Binnenmarktes (Maastricht 1993) eine „Recommendation on Combating Bribery in International Business Transactions“ vorlegte und die 1994 vom OECD-Rat auf Ministerialebene verabschiedet wurde. Daraus resultierte die 1997 von allen OECD-Staaten (plus fünf weiterer) unterschriebene und 1999 in Kraft getretene OECD-Konvention gegen Bestechung ausländischer Amtsträger, wodurch nach US-amerikanischem Beispiel (FCPA 1977) die Bestechung ausländischer Amtsträger auch im Herkunftsland der Schmiergelder unter Strafe gestellt und verfolgt wird. Außerdem wurde die steuerliche Absetzbarkeit für Bestechungszahlungen ins Ausland abgeschafft, die bis dahin vor allem auch in Deutschland gegolten hatte (§ 4 Abs. 5 Nr. 10 EStG, in der Fassung gültig bis 19. März 1999). Hier blieben zudem die Namen (ausschließlich) der ausländischen Empfänger gegenüber dem Finanzamt vertraulich, um eine mögliche Strafverfolgung, eventuell beantragt durch ausländische Kläger, zu vereiteln. Gleichzeitig unterstützt die Organisation Mitgliedstaaten und Nichtmitglieder im Rahmen von regionalen Initiativen die Anfälligkeit gegen Korruption zu verringern.

### Migration
Migration wird aus der Sicht der Ziel- wie der Herkunftsländer analysiert. Aus Sicht der Zielländer steht die Integration von Migranten in den Arbeitsmarkt und die Sozialstruktur im Vordergrund. Aus Sicht der Herkunftsländer werden die wirtschaftlichen Folgen von Migration etwa durch Rücküberweisungen oder den Verlust an Fachkräften analysiert.

### Umwelt
Die Arbeiten im Umweltschutz sollen helfen, eine effiziente und effektive Politik zur Bewältigung von Umweltproblemen und zur nachhaltigen Bewirtschaftung von Naturressourcen zu konzipieren und umzusetzen. In Länderberichten erarbeitet die Organisation konkrete Empfehlungen zur Verbesserung der Umweltpolitik. Im Jahr 2008 hat die OECD eine umfassende Analyse zu den großen Herausforderungen in der Umweltpolitik vorgelegt.
Anlässlich des Anfang Oktober 2013 erschienenen OECD-Berichts „Climate and carbon: Aligning prices and policies“ sprach sich Generalsekretär Gurria dafür aus, die CO2-Bepreisung (z. B. durch eine CO2-Steuer oder Emissionsrechtehandel) zum Eckpfeiler der internationalen Klimapolitik zu machen. Um das Zwei-Grad-Ziel zu erreichen, müssten die CO2-Emissionenen durch die fossile Energiegewinnung bis zur zweiten Hälfte dieses Jahrhunderts auf null reduziert werden.

### Steuern
Im Bereich Steuern und Steuerpolitik hilft die OECD den Mitgliedstaaten, ihre Steuersysteme an die Bedingungen der globalisierten Wirtschaft anzupassen. Die Organisation veröffentlicht unter anderem Statistiken zum Steueraufkommen in den OECD-Ländern sowie Indikatoren zur Steuer- und Abgabenlast auf Arbeitseinkommen. Diese sind die Grundlage für Analysen und Empfehlungen für eine wachstumsfördernde Steuer- und Fiskalpolitik. Zur Koordinierung der grenzüberschreitenden Besteuerung erarbeitet die OECD Referenzwerke wie das OECD-Musterabkommen und die Richtlinien für Verrechnungspreise. Standards zum internationalen Informationsaustausch in Steuersachen sollen helfen, grenzüberschreitende Steuerhinterziehung einzudämmen. Zudem erarbeiten die Mitgliedsstaaten in Zusammenarbeit mit den G20 im so genannten BEPS-Projekt („Base Erosion and Profit Shifting“) internationale Standards gegen Gewinnverkürzung und -verlagerung durch multinationale Unternehmen.

### Verantwortungsvolle Unternehmensführung
Mit einer Reihe von Standards versucht die Organisation eine verantwortungsvolle Unternehmensführung zu etablieren. Die OECD-Leitsätze zur Unternehmensführung stellen den wichtigsten internationalen Standard zum Aktien- und Unternehmensrecht dar. Die OECD-Leitsätze für multinationale Unternehmen setzen Standards bei Auslandsinvestitionen und in den Beziehungen zu Zulieferern.

### Wirtschaftspolitik
Die Analysen zur Wirtschaftspolitik sind in Konjunktur- und Strukturpolitik gegliedert. Zweimal jährlich veröffentlicht die OECD in ihrem Wirtschaftsausblick eine Konjunkturprognose für alle OECD-Länder und große Schwellenländer. Diese Prognose wird durch eine Zwischenbewertung für die großen Wirtschaftsräume sowie die G7-Staaten ergänzt. Darüber hinaus werden alle eineinhalb Jahre für jedes OECD-Land und einige Nicht-Mitglieder umfassende Wirtschaftsberichte mit konkreten wirtschaftspolitischen Empfehlungen erarbeitet. Diese Berichte sind Teil der in der OECD üblichen Peer Reviews, denn die Empfehlungen spiegeln den Konsens der Mitgliedstaaten wider.
Die Länderberichte werden von den Gewerkschaften der betreffenden Länder regelmäßig zurückgewiesen, insbesondere was die Arbeitsmarktpolitik angeht, weil sie zu unspezifisch nicht die besonderen, historisch gewachsenen Gegebenheiten berücksichtigten und politisch einseitig von einem neoliberalen Bewertungsschema ausgehen.
„Der jüngste OECD-Wirtschaftsbericht geht davon aus, dass sich das Wachstum in der EU und im Euro-Raum allmählich von 0,9 Prozent im laufenden Jahr auf 1,5 Prozent im Jahr 2024 beschleunigen wird.[veraltet] Die Inflation wird voraussichtlich auf 5,8 Prozent im Jahr 2023 und 3,2 Prozent im kommenden Jahr zurückgehen, aber weiterhin über dem Zweiprozentziel der Europäischen Zentralbank (EZB) liegen.“

### Weitere Themen
Weitere Themen der Organisation sind Biotechnologie, Bürokratieabbau, Energie, Gesundheit, Handel, Innovation, Investitionen, Öffentliche Verwaltung, Räumliche Entwicklung und Wettbewerbspolitik.

## Publikationen
Ein wesentlicher Teil der Arbeit der OECD besteht in der Sammlung und Aufbereitung von Statistiken und Indikatoren sowie in der Erarbeitung von Studien. Rund 300 Titel veröffentlicht die Organisation pro Jahr. Alle Datenbanken und Studien werden in der Onlinebibliothek „OECD iLibrary“ zur Verfügung gestellt.
Ein Überblick über wichtige Strukturdaten findet sich im jährlich erscheinenden „OECD-Factbook“. Die meisten Daten sind mittlerweile über die (kostenpflichtige) Plattform OECD.Stat erhältlich. Eine kostenfreie Auswahl steht mit „OECD-Stat Extracts“ zur Verfügung.